# Jean Descoullayes
Jean Descoullayes, né le 10 septembre 1903 et mort à Aigle le 18 septembre 1961, est un directeur de musée, poète et écrivain vaudois.

## Biographie
Jean Descoullayes passe son baccalauréat ès lettres en 1922, suit les cours des facultés des lettres de Lausanne et de Toulouse. Il travaille comme critique théâtral et critique d'art à la Nouvelle Revue de Paris entre 1924 et 1926. En 1936, il est nommé conservateur du Musée cantonal des Beaux-Arts, charge qu'il remplit jusqu'à sa démission en 1950.
Appartenant à la mouvance intellectuelle d'Edmond Gilliard, Jean Descoullayes fonde en 1935 avec son ami Louis Junod, les éditions des Trois Collines (Lausanne, Genève, Paris; 1935-1942) pour lui garantir un lieu d'expression : ils publieront les œuvres complètes de Gilliard ainsi que des textes de Pierre Beausire, Gilbert Trolliet et Edmond-Henri Crisinel mais également, pendant la guerre, des écrits français circulant dans la clandestinité. À partir de la guerre, dès 1943 exactement, François Lachenal remplace Louis Junod et le siège des Trois Collines est transféré à Genève. Jean Descoullayes collabore à la revue littéraire Présence, créée par Gilbert Trolliet, et fonde avec François Lachenal, en 1940, la revue de résistance intellectuelle Traits qui accueille de nombreuses personnalités suisses et françaises et qui aura souvent maille à partir avec la censure lourde du conseiller d'État Antoine Vodoz. 
En 1936, Jean Descoullayes succède à Émile Bonjour au Musée cantonal des Beaux-Arts et à ce titre a à régler l'intégration de la collection Widmer. D'emblée le nouveau directeur fait le choix des artistes vivants et échange bon nombre des œuvres reçues contre des œuvres modernes. Descoullayes dote le musée d'une bibliothèque et l'ouvre davantage au public et aux artistes. Il organise des expositions temporaires, une rétrospective d'Alice Bailly en 1938, avec la présence de l'Orchestre de la Suisse romande, puis pendant la guerre, en 1942, une exposition de jeunes artistes bâlois, le Groupe 33. Cet essai moderne sera très mal accueilli et le conservateur accusé par La Revue de vivre dans une « atmosphère d'extrême gauche ». Échaudé, celui-ci décide de se conformer au « goût local » et organise une exposition sur l'aviation, Sur les ailes de l'avenir, qui connaîtra un large succès et une rétrospective d'Eugène Burnand.